# Pâncota
Pâncota là một thị xã thuộc hạt Arad, România. Dân số thời điểm năm 2002 là 7199 người.